# Ponte Capriasca
Ponte Capriasca je obec ve švýcarském kantonu Ticino, okresu Lugano. Žije zde přibližně 1 900 obyvatel.

## Geografie
Ponte Capriasca leží v nadmořské výšce 447 metrů, několik kilometrů severně od Lugana. Sousedními obcemi jsou Bellinzona a Monteceneri na severu, Capriasca na východě, Origlio na jihu a Torricella-Taverne na západě.

## Historie

Pochod vojska obcí (cca 1914)

První zmínka o obci pochází z roku 1335 pod dřívějším názvem Ponte, v roce 1484 pak Ponte de Creviasca. V první polovině 15. století poskytovala obec milánskému vévodovi 37 vojáků a válečný materiál. I za vévodů a v době švýcarské nadvlády tvořila samostatnou obec s vlastními stanovami a výsadami, které jsou zmiňovány již v roce 1443 a potvrzeny panovnickými kantony až v roce 1648, se zcela nezávislou správou a civilní jurisdikcí do výše 10 dukátů. Ponte bylo také povinno platit daně pouze panovnickým kantonům (392 lir ročně).
V roce 1478 obec utrpěla švýcarským vpádem a v roce 1500 byla zpustošena luganskými ghibelliny; 14. dubna téhož roku guelfové z Ponte a Sonvico obsadili a zničili luganské domy ghibellinů.
V roce 1455 se obec církevně oddělila od Tesserete a stala se samostatnou farností. Farní kostel S. Ambrogio, poprvé doložený v roce 1356, je románského původu. Jeho současná podoba pochází z přestavby v roce 1835, při níž byla do kostela začleněna stará zvonice a loď. Od 70. let 20. století zažila obec stavební boom díky blízkosti města Lugano a počet obyvatel se pětinásobně zvýšil.
Počátkem 21. století probíhaly snahy o sloučení s obcí Origlio a jako nový název obce byl navržen Ponte Origlio. Projekt byl v prosinci 2013 zrušen na základě negativního hlasování v obou obcích.

## Obyvatelstvo
| Rok            | 1574 | 1638 | 1850 | 1900 | 1950 | 1970 | 1980 | 1990 | 2000 | 2005 | 2010 | 2020 |
| Počet obyvatel | 154  | 131  | 252  | 213  | 194  | 353  | 768  | 1174 | 1478 | 1625 | 1669 | 1871 |

## Doprava
Obec leží mimo hlavní dopravní tahy; nejbližší napojení na dálnici je na dálnici A2 u obce Mezzovico. Katastrem obce prochází Gotthardská dráha a také úpatní tunel Ceneri, který je však v její oblasti zahlouben hluboko pod povrchem. Nejbližší železniční stanice je Taverne-Torricella na Gotthardské dráze. Ponte Capriasca je spojena s Luganem pomocí autobusových linek.

## Zajímavost

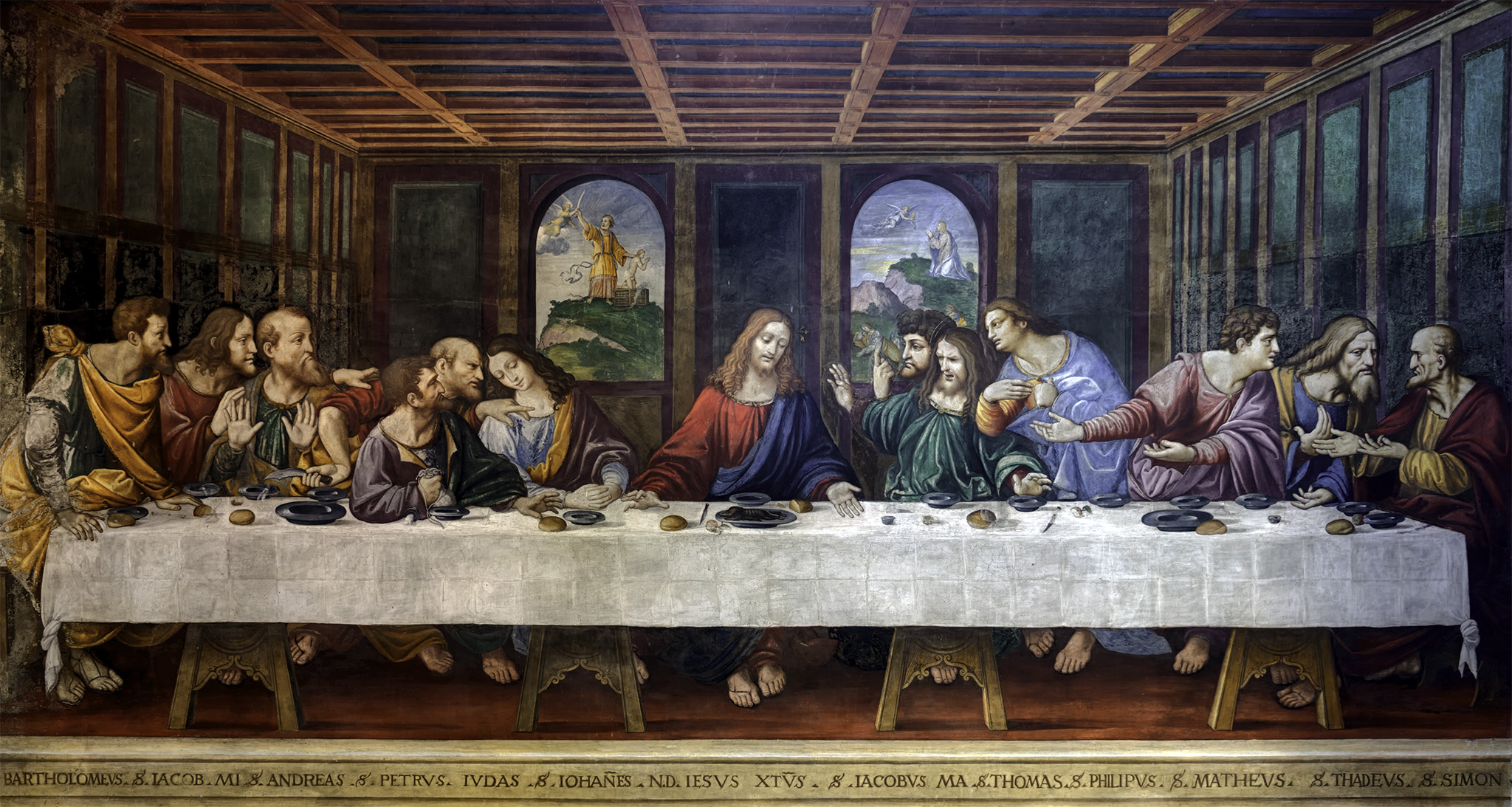
Obraz Ultima Cena

Obec je známá svým kostelem, který je zasvěcen svatému Ambrogiu. V tomto kostele se nachází obraz Poslední večeře Páně (Cenacolo) neboli Ultima Cena. Obraz pochází ze 16. století a je vytvořen podle Poslední večeře Leonarda da Vinciho (restaurován v letech 1951 a 1989–1992).